# Aletes (deidad)

La disposición de las colinas en la Cartagena de la Antigüedad, entre ellas el cerro de San José.

Aletes (en griego: Ἀλήτης), referido en ocasiones como Aleto o Alidath, fue un individuo de origen discutido que habría vivido en el sudeste de la península ibérica en los tiempos precedentes a la fundación de Qart Hadasht –Cartagena– por el general cartaginés Asdrúbal el Bello en 227 a. C., y cuyo descubrimiento de unas minas de plata en el entorno de dicha ciudad le valió ser divinizado por sus congéneres.
La única fuente acerca de esta persona es una escueta reseña que hace el historiador griego Polibio durante la descripción topográfica de Cartagena para el volumen X de sus Historias, en el que cita a Aletes como un héroe local al que tras la mencionada deificación se consagró una de las colinas fundacionales, que actualmente se corresponde con el cerro de San José.
La existencia de un templo bajo su advocación en aquel promontorio no es segura en vista del laconismo de Polibio al respecto, pero ello no ha impedido que sean varios los autores que aventuren su posible presencia coronando el recinto sagrado.

## Debate historiográfico
La historiografía contemporánea ha encontrado en la deidad minera un motivo de discusión, tanto acerca de su origen étnico como de su posible no historicidad. Así, en 1930 el arqueólogo e historiador alemán Adolf Schulten quiso ver en él un influjo etrusco sobre los pueblos del Levante español, en una teoría que no ha encontrado respaldo académico. Más apoyo ha obtenido la posición del francés Stéphane Gsell, quien en 1920 afirmó que en el caso de Aletes podía tratarse de un nombre ibero, y cuya hipótesis se vio desde la década de 1960 sostenida entre los historiadores españoles gracias a los avances en la identificación del signario ibérico.
El último punto de controversia se produjo en 1982, cuando el alemán Michael Koch introdujo la teoría de que Aletes no existió como persona real, en una postura generalmente contestada por la historiografía hispana, encabezada por José María Blázquez Martínez. Dentro de dicha historiografía, Ignasi Garcés afirma además que el hecho de que los cartagineses respetasen la nomenclatura ibera de la colina constituye un ejemplo del intento de integrar al estrato indígena de la ciudad en su nuevo régimen, lo que redundaba en el fortalecimiento del poder político de los bárcidas en la región.
En 2015 fue publicado un artículo acerca de la influencia de la astronomía en el urbanismo de Cartagena durante la Antigüedad, en el que un grupo de arqueólogos e historiadores sugería que el programa de monumentalización acometido en época romano-imperial pudo estar condicionado por la pretensión de vincular al emperador Augusto con Aletes mediante la orientación del foro y la curia. De esta manera, durante el solsticio de verano –periodo del año solemnizado por los pueblos semíticos– la salida del sol, vista desde estas construcciones, ocurre sobre el cercano monte asociado al descubridor de las minas de plata.